# Very Bad Blagues
 (mai 2024).
Palmashow, l'émission
Very Bad Blagues est un programme court français en 192 épisodes de 1 à 5 minutes environ créé par le Palmashow, un duo humoristique formé par Grégoire Ludig et David Marsais, réalisé par Jonathan Barré, et coproduit par Blagbuster Production, diffusé depuis le 21 mars 2011 tous les soirs sur Direct 8, puis sur D8, aux alentours de 20H15 - 20H20.
La série dépasse vite les 100 millions de vues sur Dailymotion. À la suite de ce succès, le meilleur de la saison 1 et 2 de Very Bad Blagues sort en coffret double DVD le 12 novembre 2013 (distribué par Studiocanal).
En août 2019, la série est rediffusée en semaine vers 19h15 sur TMC en lieu et place de Quotidien.

## Synopsis
La saison 1 regroupe 110 épisodes et la saison 2 de Very Bad Blagues est diffusée quotidiennement depuis le 24 octobre 2011. Elles ont été réalisées par Jonathan Barré, créées, écrites et interprétées par David Marsais et Grégoire Ludig et coproduites par leur société Blagbuster Production.
Les épisodes sont filmés en plan fixe et respectent certains codes. Le schéma est toujours le même, un générique, une première vignette qui annonce le thème abordé, suit un carton révélant le titre de l’épisode, puis le sketch, et enfin un générique de fin. L’épisode est généralement formé d’une douzaine de vignettes où l’on retrouve du comique de répétition, des jump cut, des flashs et des personnages récurrents[réf. souhaitée].
Ce concept donne l’occasion aux auteurs/comédiens d’aborder des sujets variés et de créer la surprise à chaque épisode, toujours avec le même type d’humour. La force de ce programme[non neutre] est la création d’une nouveauté à chaque épisode, que cela soit au niveau des décors, du ton ou encore de la narration. Chaque Very Bad Blagues a sa particularité.
Tout au long des deux saisons, Very Bad Blagues a évolué. Dans la première saison, le Palmashow explorait à sa façon le quotidien sur un principe de succession de gags. La saison 2 prend un tournant narratif, les épisodes deviennent des histoires voire de « mini courts métrages »[réf. souhaitée].
Grégoire Ludig et David Marsais décrivent[réf. nécessaire] Very Bad Blagues comme une série à sketchs avec des personnages récurrents et un système de plan fixe qui crée l’homogénéité du concept. Jonathan Barré rapproche la série de celle des Simpson[source insuffisante]. Des mini-histoires parodiant la société actuelle, menée par des personnages hauts en couleur, aux gags cartoonesques[style à revoir].
Des invités ont fait une apparition dans certains épisodes tels que Elie Semoun (Quand on fait un Conseil de Guerre), Christophe Lambert (Quand on sort une punchline S02E74), Florence Foresti (Quand on délivre une princesse S02E23), Kyan Khojandi (Quand on est Apôtre S02E52), Pascal Légitimus (Quand on travaille dans un fast food S02E79), Julien Cazarre et Sébastien Thoen d’Action Discrète, Baptiste Lecaplain, Thomas VDB ou encore Arnaud Tsamere.

## Fiche technique
- Titre : Very Bad Blagues
- Société de production : Blagbuster Production
- Société(s) de distribution (pour la télévision) : Direct 8
- Format : HD 1920X1080, couleur
- Pays d'origine :  France
- Langue originale : français
- Genre : Programme court comique
- Durée : environ 3 minutes par sketch

### Équipe
- Réalisation : Jonathan Barré
- Scénario : David Marsais, Grégoire Ludig

## Musique
- Générique Very Bad Blagues : Charles Ludig